# Gonatostylis bougainvillei
Gonatostylis bougainvillei är en orkidéart som beskrevs av Nicolas Hallé. Gonatostylis bougainvillei ingår i släktet Gonatostylis och familjen orkidéer. Inga underarter finns listade i Catalogue of Life.